# Stankowski-Stiftung
Die Stankowski-Stiftung mit Sitz in Stuttgart ist eine Stiftung, die 1983 von Anton Stankowski gegründet wurde.
Zweck ist es, Kunst und Design als Einheit herauszustellen und die strenge klassische Einteilung und Trennung von freier und angewandter Kunst und Gestaltung zu überwinden.
Infolgedessen werden in – inzwischen unregelmäßigen Abständen (früher alle 2 Jahre) – Personen oder Institutionen ausgezeichnet, die die Verbindung von Kunst und Design auf besondere Weise gefördert haben, sei es in Kunst, Design, Wissenschaft, Technik oder in anderen gesellschaftlichen Bereichen.
Das Preisgeld in Höhe von bis zu 25.000 € wird dabei nicht direkt ausgezahlt, sondern für Ausstellungen und eine begleitenden Dokumentation verwendet.
Preisträger waren bisher:
- 1985: Almir Mavignier, Künstler und Designer
- 1986: Willi Daume, Präsident des Organisationskomitees der Spiele der XX. Olympiade München 1972
- 1988: Hans Peter Hoch, Grafik-Designer
- 1990: Wim Crouwel, niederländische Designer und ehemalige Direktor des Museums Boymans van Beuningen, Rotterdam
- 1993: Donald Judd, amerikanischer Künstler und Designer
- 1995: Erwin Heerich, Bildhauer und Architekt
- 1997: Ingo Günther, Medienkünstler
- 2000: Kunsthaus Bregenz für das Museumskonzept
- 2001: Stefan Moses, Fotograf, Ehrenpreis für sein Lebenswerk
- 2009: Atelier van Lieshout, Rotterdam
- 2014/2015: Kilian Stauss, Designer, München

Nach dem Tod des Stiftungsgründer Anton Stankowski 1998 ist es ein weiteres Ziel der Stiftung, die Erinnerung an Anton Stankowski als Maler, Grafiker, Fotograf und Autor lebendig zu halten.
Seit dem Tode des Künstlers 1998 verwaltet und betreut die Stankowski-Stiftung den umfangreichen künstlerischen Nachlass, bestehend aus Gemälden, Zeichnungen, Fotografien, Drucken, Werbegrafiken und einer Bibliothek. Galerien und Museen können Werke dieses Bestandes für Ausstellungen ausleihen.